# Cinco de Mayo

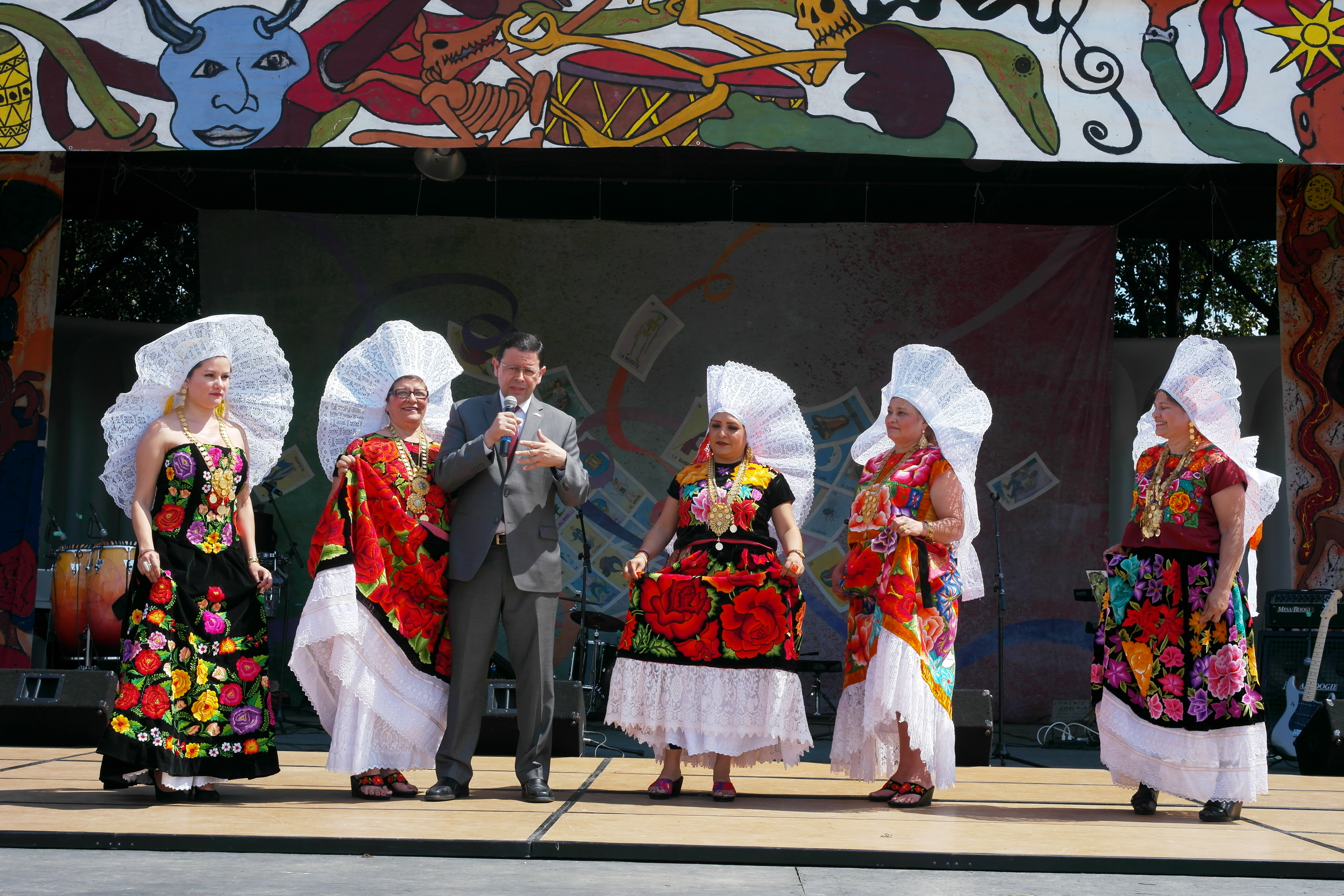
Oslava Cinco de Mayo ve Washingtonu D. C., 2015

Cinco de Mayo (Pátý květen) je mexický národní svátek, který připomíná výročí bitvy u Puebly, v níž 5. května 1862 mexická armáda vedená generálem Ignaciem Zaragozou porazila francouzské intervenční jednotky. Výsledek bitvy sice nezabránil dosazení Maxmiliána jako mexického císaře, ale byl významnou morální posilou pro republikánské vojáky. Prezident Benito Juárez vyhlásil 5. květen památným dnem, který se slaví velkými průvody především ve státě Puebla; mexičtí školáci mají volno, ale jinak jde oficiálně o pracovní den. Velké oslavy Cinco de Mayo se konají mezi Mexičany v diaspoře, především v USA (Chicanos), pro které je připomínkou jejich národní identity (Día del Orgullo Mexicano, Den mexické hrdosti): ve městech, kde žijí mexičtí přistěhovalci, se konají velké kostýmní fiesty s ukázkami lidových tanců a zvyků i konzumací mexických jídel a nápojů, jako je margarita. Cinco de Mayo je významné také pro rodilé Američany, protože porážka u Puebly zabránila Napoleonovi III. přijít na pomoc Konfederaci v americké občanské válce.
Cinco de Mayo bývá mylně považován za den mexické nezávislosti, ale ta byla vyhlášena již 16. září 1810 ve městě Dolores Hidalgo. Den nezávislosti je na rozdíl od Cinco de Mayo dnem volna v celém Mexiku.